# Mecanismo de Ajuste en Frontera por Carbono
El Mecanismo de Ajuste en Frontera por Carbono es un arancel ambiental establecido en la Unión Europea por el Reglamento 2023/956 del Parlamento Europeo y del Consejo de 10 de mayo de 2023. Grava la importación de bienes procedentes de fuera de la Unión, para evitar el denominado riesgo de "fuga de carbono" que se produce cuando las empresas con sede en la Unión Europea trasladan la producción intensiva en carbono al exterior, a territorios donde se aplican políticas climáticas menos estrictas que en la Unión Europea o bien cuando los productos fabricados en Europa se sustituyen por importaciones más intensivas en carbono.
Este arancel altera profundamente el comercio de bienes con Europa al obligar a todos los importadores de bienes a registrarse en una plataforma para informar de la huella de carbono en todo el proceso productivo de los mismos, grava la importación de productos más contaminantes y establece sanciones desde la instauración del periodo transitorio.

## Objetivo
El mecanismo establecido tiene como objetivo luchar contra el cambio climático pero sin que esta política perjudique la industria comunitaria ni a su vez altere las normas del libre comercio. Este arancel verde ha sido el primero de este tipo establecido en el mundo.

## Periodo transitorio
El Mecanismo de Ajuste en Frontera por Carbono que entró en vigor en octubre de 2023, se encuentra en periodo transitorio hasta el 31 de diciembre de 2025. Al comenzar 2026 se establecerá de forma definitiva. Durante el periodo transitorio los importadores solo deben informar de las emisiones de gases de efecto invernadero incorporadas a sus importaciones, tanto directas como indirectas, pero no tendrán que realizar ningún pago o ajuste financiero. Durante este periodo afecta a los siguientes productos: hierro, acero, cemento, aluminio, fertilizantes, electricidad e hidrógeno.